# KVIK хоккейная арена
Хоккейная арена KVIK (дат. KVIK Hockey Arena) — ледовая арена в городе Хернинге (Дания). Арена является домашним стадионом команды Хернинг Блю Фокс.

## Описание
Хоккейная арена KVIK — это спортивный центр для занятий хоккеем на льду и фигурным катанием. В центре два катка. Главный каток стандартный 58х28, вмещает 1500 зрителей. Спортивный объект был открыт в 1988 году. Арена была полностью отремонтирована к чемпионату мира по хоккею с шайбой 2018 года и использовалась для тренировок.

## Спортивные мероприятия
- Кубок Европы по хоккею с шайбой 1995/1996
- Группа А Первого дивизиона чемпионата мира по хоккею с шайбой среди юниорских команд 2010
- Чемпионат мира по хоккею с шайбой среди женщин 2022